# Дом-музей Ованеса Туманяна (Ереван)
Дом-музей Ованеса Туманяна в Ереване (арм. Հովհաննես Թումանյանի թանգարան (Երևան)) — историко-литературный музей, посвященный жизни и творчеству выдающегося армянского поэта Ованеса Туманяна (1869—1923). Расположен в Ереване, улица Московян, д. 40

## История
Музей открыт в апреле 1953 года.
Первое здание музея построено по проекту архитектора Григория Агабабяна. К 100-летию писателя, в 1969 году, здание было перестроено с увеличением площадей.

## Экспозиция
В шести залах второго этажа музея воссоздана обстановка столовой, гостиной и кабинета из тбилисского дома поэта (улица Амаглеба, 18), где он жил и работал с 1900 года до своей кончины в 1923 году. Представленная в музее личная библиотека поэта насчитывает около 8000 томов.